# Amnesiac
Amnesiac é o quinto álbum de estúdio da banda britânica Radiohead, lançado em 2001.
O álbum foi gravado junto com seu antecessor Kid A mas a banda optou por lançar o restante do material mais tarde, evitando assim um álbum duplo. Menos sombrio, mas não menos experimental que Kid A, Amnesiac segue o caminho anticomercial com as texturas eletrônicas e acústicas agora mais melódicas.
Destaques para "Life In A Glass House", "Like Spinning Plates", "Knives Out", "Pyramid Song" e "I Might Be Wrong".
| Críticas profissionais                                                      | Críticas profissionais |
| Avaliações da crítica                                                       | Avaliações da crítica  |
| Fonte                                                                       | Avaliação              |
| --------------------------------------------------------------------------- | ---------------------- |
| allmusic                                                                    | [ 1 ]                  |
| Blender                                                                     | [ 2 ]                  |
| Pitchfork Media                                                             | (9.0/10)               |
| Robert Christgau                                                            | (sem nota)             |
| Rolling Stone                                                               | [ 5 ]                  |
| Slant Magazine                                                              | [ 6 ]                  |
| Stylus Magazine                                                             | (B)                    |
| Esta tabela precisa de ser acompanhada por texto em prosa. Consulte o guia. |                        |

## Faixas
| N.º            | Título                                    | Duração |  |
| 1.             | "Packt Like Sardines in a Crushd Tin Box" | 4:00    |  |
| 2.             | "Pyramid Song"                            | 4:49    |  |
| 3.             | "Pulk/Pull Revolving Doors"               | 4:07    |  |
| 4.             | "You and Whose Army?"                     | 3:11    |  |
| 5.             | "I Might Be Wrong"                        | 4:54    |  |
| 6.             | "Knives Out"                              | 4:15    |  |
| 7.             | "Morning Bell/Amnesiac"                   | 3:14    |  |
| 8.             | "Dollars and Cents"                       | 4:52    |  |
| 9.             | "Hunting Bears"                           | 2:01    |  |
| 10.            | "Like Spinning Plates"                    | 3:57    |  |
| 11.            | "Life in a Glasshouse"                    | 4:34    |  |
| Duração total: | Duração total:                            | 43:50   |  |